# Liwiusz Andronikus
Lucius Livius Andronicus (ok. 284 p.n.e. – ok. 204 p.n.e.) – pierwszy w historii poeta rzymski, z pochodzenia Grek.
W 272 p.n.e. w Tarencie dostał się do niewoli i został, wraz z pozostałymi jeńcami, sprowadzony do Rzymu. Wyzwolony przez swego pana, Lucjusza Liwiusza Salinatora, założył szkołę dla dzieci nobilów rzymskich. Uczył w niej języka greckiego i łacińskiego posługując się lekturą klasycznych autorów greckich. Dla potrzeb tej szkoły przetłumaczył na łacinę Odyseję Homera. Jest to pierwszy znany przekład w literaturze europejskiej. Dla oddania bohaterskiego tonu epopei Homera posłużył się starym, italskim metrum zwanym wierszem saturnijskim.
Na ludi Romani między 15 a 18 września 240 p.n.e., wystawił po raz pierwszy komedię i tragedię grecką w dokonanej przez siebie przeróbce łacińskiej i tę datę uważa się za umowny początek literatury rzymskiej. Na podstawie zachowanych tytułów widać, że przerabiał głównie sztuki Sofoklesa i Eurypidesa. W r. 204 p.n.e. na polecenie pontyfików ułożył dla przebłagania bogów pieśń chóralną. Śpiewał ją chór złożony z dwudziestu siedmiu dziewic.
Zasługą Liwiusza Andronika jest stworzenie pierwocin rzymskiego języka poetyckiego w zakresie epopei, liryki i dramatu.